# 岡山県立玉野光南高等学校
岡山県立玉野光南高等学校（おかやまけんりつたまのこうなんこうとうがっこう）は、岡山県玉野市にある県立の高等学校。

## 学科
普通科対象学区が岡山県内全てである全県学区の普通科。
情報科かつて存在した工業系の情報電子科、商業系の情報処理科を統合。
体育科体育科の生徒は原則としていずれかの運動部に所属し、毎日体育の授業がある。

## 沿革
- 1983年（昭和58年）4月1日、岡山県立玉野新設高等学校開校準備事務局を岡山朝日高等学校に設置。
- 1983年（昭和58年）8月15日、岡山県教育委員会が、校名を岡山県立玉野光南高等学校と内定。
- 1984年（昭和59年）1月1日、岡山県立高等学校設置条例の一部改正（昭和58年12月27日）施行により岡山県立玉野光南高等学校を設置。普通科、情報電子科、情報処理科、体育科の4学科で開学。
- 1988年（昭和63年）3月31日、宿泊研修棟、セミナーハウス完成。
- 1993年（平成5年）3月20日、体育実習室完成。
- 2005年（平成17年）3月31日、情報電子科、情報処理科閉科。
- 2005年（平成17年）4月1日、従来の3学期制から2学期制へと移行。同時に単位制の導入、情報科の新設。
- 2007年（平成19年）4月1日、情報科の定員を従来の80人から、40人に縮小。
- 2010年（平成22年）4月1日、普通科の定員を従来の160人から、200人に拡大[1]。
- 2011年（平成23年）4月1日、普通科の定員を200人から160人へ再び縮小。

## 校訓
『自律、創造、敬愛』

## 学校行事
紫稜祭（しりょうさい）例年9月の秋分の日前後に開催される学校祭。文化祭と体育祭に分かれており、文化祭の方については一般にも開放されていて多くの人が来場する。

## 部活動など

### 運動部
- 剣道部
- 水泳部
- 男子バスケットボール部
2011年 ウィンターカップ岡山県予選 優勝
- 女子バスケットボール部
- 男子バレーボール部
- 女子バレーボール部
- 卓球部
- 男子ハンドボール部
- 女子ハンドボール部
- サッカー部　（岡山学芸館高等学校と全国大会出場を争う強豪）
- バドミントン部
- ソフトボール部
- ソフトテニス部
- 野球部 
2001年・2002年・2013年全国高等学校野球選手権大会岡山県代表
- 柔道部
- 陸上競技部
- テニス部
- フェンシング部

### 文化部
- 放送部
- クッキング部
- 美術部
- 書道部
- 吹奏楽部
- 華道部
- 茶道部
- 科学部
- 文芸部
- JRC部
- コンピュータ部
- 演劇部
- 写真部
- かるた部
- 箏曲部
- 新聞部
- 英語研究部

### 同好会
- SF同好会

上記のように陸上・サッカー・野球で県内で優れた成績を残しており、また、他の部活動もインターハイに出場するなど優れた成績を残している。
運動部の活躍の陰に隠れがちな文化部も、放送・写真や近年ではかるた部の活躍も目立つようになってきている。
また、2005年度より軽音楽同好会の設立に関する運動が生徒の間で行われているが未だ認められていない。

## 著名な卒業生
- 村川智博 - 実業家（株式会社ベクトル代表取締役社長）
- 苔口卓也 - 元サッカー選手・元U-21日本代表（カターレ富山）
- 江添建次郎 - 元サッカー選手・元ユニバーシアード日本代表（セレッソ大阪）
- 田村仁崇 - 元サッカー選手（SC相模原）
- 岡本竜之介 - 元サッカー選手（カマタマーレ讃岐）
- 金光栄大 - サッカー選手（ファジアーノ岡山所属）
- 川原周剛 - 元サッカー選手（ファジアーノ岡山）
- 山崎凌吾 - サッカー選手（セレッソ大阪所属）
- 福田恭大 - サッカー選手（FC大阪所属）

- 小坂魁隆 - サッカー選手（FCケルン所属）

- 山原和敏 - 元プロ野球選手（日本ハムファイターズ）
- 山本樹 - 元プロ野球選手 （ヤクルトスワローズ、現龍谷大学野球部監督）
- 丸山高明 - 社会人野球選手（シティライト岡山）
- 廣畑敦也 - プロ野球選手（千葉ロッテマリーンズ）
- 石丸寛之 - 競輪選手（当校在籍当時は陸上競技選手）
- 筒井敦史 - 競輪選手（当校在籍当時は陸上競技選手）
- 安部孝駿 - 陸上競技選手
- 黒田朝日 - 陸上競技選手
- 土屋南 - ボートレーサー

## アクセス
- 鉄道 （JR西日本）
  - 宇野線:八浜駅より徒歩20分。
- バス （両備バス）
  - 岡山・玉野特急線、八浜市民センター前より徒歩15分。
  - 普通（宇野駅、奥玉・秀天橋経由玉野光南高校行）終点玉野光南高校下車。
  - 玉野市コミュニティーバスシーバス（東ルート）玉野光南高校前下車。